# Isaías Sánchez
Isaías Sánchez Cortés (Sabadell, Barcelona, 9 de febrero de 1987) es un exfutbolista español que jugaba de centrocampista.

## Trayectoria
Nacido en Sabadell, Barcelona, Isaías se formó en la cantera del C. F. Badalona y comenzó a jugar profesionalmente con el club en Segunda División B. En 2010 firmó con el R. C. D. Espanyol "B" de Tercera División.
El 10 de abril de 2011 hizo su debut en el primer equipo en el R. C. D. Espanyol en La Liga, jugando los últimos 22 minutos de un empate 0-0 contra el Hércules C. F.  
En verano de 2011 marchó a la S. D. Ponferradina, contribuyendo con 27 partidos y un gol en su segunda temporada para ayudar al equipo a regresar a la Segunda División.
En julio de 2013 firmó con Adelaide United F. C., firmando un contrato de dos años. En su primera temporada en Australia consiguió el premio al Jugador del Año en su debut en la A-League, a las órdenes del técnico español Josep Gombau. 
El 24 de enero de 2015 marcó su primer gol para el club en una victoria por 7-0 sobre el Newcastle Jets FC. 
En 2016, a las órdenes de Guillermo Amor, conquistó la A-League junto a los españoles Pablo Sánchez Alberto y Sergio Cirio.
El 23 de septiembre de 2017 fue nombrado capitán del Adelaide United, reemplazando a Eugene Galekovic, quien fue traspasado al Melbourne City F. C. En enero de 2019 obtuvo la nacionalidad australiana.
En mayo de ese mismo año decidió abandonar Australia tras haber disputado 181 partidos, además de conquistar tres títulos: dos FA Cup y una A-League.
El 4 de julio firmó por el Al-Wakrah Sport Club catarí, donde permaneció dos años antes de regresar a Adelaide. Allí puso fin a su carrera al término de la temporada 2024-25.

## Palmarés

### Títulos nacionales
| Título   | Club                  | País      | Año  |
| -------- | --------------------- | --------- | ---- |
| FFA Cup  | Adelaide United F. C. | Australia | 2014 |
| A-League | Adelaide United F. C. | Australia | 2016 |
| FFA Cup  | Adelaide United F. C. | Australia | 2018 |